# Павловский, Андрей Михайлович
Андрей Михайлович Павловский (укр. Андрій Михайлович Павловський; род. 25 мая 1965, Киев) — украинский политический и общественный деятель, эксперт по вопросам социальной политики. Народный депутат Украины, VI и VII созывов. Член партии Всеукраинское объединение «Батькивщина» с 2001 года, заместитель председателя Киевской городской организации с ноября 2005.

## Образование
В 1988 году с отличием окончил механико-машиностроительный факультет Киевского политехнического института, а в 1999 году Украинскую академию государственного управления при Президенте Украины, магистр государственного управления.
В 1992 году защитил в Киевском политехническом институте защитил диссертацию и получил научное звание кандидата технических наук.

## Карьера
- 1988 — инженер НПО «Арсенал».
- 1988—1996 — аспирант, ассистент, доцент Киевского политехнического института.
- 1996—1998 — главный специалист аппарата Кабинета Министров Украины.
- 1998—2000 — старший консультант ЗАО «Либерти Маркет».
- 2000—2003 — начальник управления инноваций ООО «Компания ИНБИ».
- 2003—2004 — помощник-консультант народного депутата Украины.
- 2004—2005 — генеральный директор украинско-чешского ЗАО «ХОУФЕК».
- 2005—2006 — помощник-консультант народного депутата Украины.
- 2006—2007 — директор КП «Центр высоких технологий и инноваций».
- Апрель 2006 — декабрь 2007 — депутат Киевского городского совета.
- 25 декабря 2007 — 12 декабря 2012 — народный депутат Верховной Рады Украины VI созыва от Блока Юлии Тимошенко, № 161 в списке. Председатель подкомитета по вопросам государственного социального страхования, развития социального партнерства и деятельности объединений граждан сторон социального партнёрства Комитета по вопросам социальной политики и труда.
- С 12 декабря 2012 по 27 ноября 2014 года — народный депутат Верховной Рады Украины VII созыва, № 44 в партийном списке ВО «Батькивщина»[2].

Секретарь Комитета по вопросам социальной политики и труда, член Счётной комиссии.
Министр социальной политики и труда оппозиционного правительства Украины с 17 марта 2010 по декабрь 2012 года. Автор более 90 законопроектов по социальной тематике.